# Squadra ciclistica
Una squadra ciclistica consiste in un gruppo di ciclisti che si associano ad una squadra o vengono acquistati, per gareggiare insieme nelle gare ciclistiche, siano esse amatoriali o professionistiche, ed il relativo personale di supporto; le squadre sono particolarmente importanti nelle gare di ciclismo su strada, che è uno sport di squadra oltre che individuale, ma la collaborazione tra i membri della squadra è importante anche nel ciclismo su pista e nel ciclocross.

## Composizione
Mentre i corridori sono il cuore della squadra, questa è composta anche da personale che supporta gare e allenamenti.
- General manager, che gestisce impegni, sponsorizzazione e le operazioni generali della squadra.
- Direttori sportivi, che partecipano alle corse dettando le strategie di gara. Nelle squadre maggiori, normalmente seguono i ciclisti in macchina e con essi hanno contatti via radio.
- Allenatori, che dirigono gli allenamenti.
- Medici, responsabili della salute dei ciclisti.
- Fisioterapisti, che assistono gli allenatori.
- Massaggiatori, responsabili di alimentazione, abbigliamento e benessere dei ciclisti.
- Meccanici, responsabili dell'equipaggiamento della squadra.

Ci possono anche essere responsabili di sponsorizzazione, marketing e comunicazione.

## Tipologie
Si distinguono due differenti tipi di squadre in base allo status: amatoriali, attive nel ciclismo amatoriale, e professionistiche, registrate dalla Unione Ciclistica Internazionale, che stabilisce precisi regolamenti e punteggi per le competizioni professionali.
Nel ciclismo su strada, fino al 1998 le squadre ciclistiche erano classificate dall'UCI in un'unica divisione. Nel 1999 la classifica a squadre venne divisa in Groupes Sportifs I, Groupes Sportifs II e Groupes Sportifs III. Dal 2005 con l'istituzione dell'UCI ProTour, l'Unione Ciclistica Internazionale classifica le squadre come UCI ProTeam, la massima licenza attribuibile, che obbliga le squadre a partecipare alle gare del circuito ProTour. Seguono UCI Profesional Continental Team e UCI Continental Team. Le squadre femminili sono classificate semplicemente come UCI Women Team.

## Nel ciclismo su strada
I membri della squadra hanno diverse specializzazioni: scalatori, particolarmente abili nelle corse e nelle tappe in salita; velocisti generalmente prediligono gli sprint di gruppo ad altri tipi di arrivo, avendo le caratteristiche necessarie per cimentarsi al meglio in una volata; cronoman, specialisti delle gare a cronometro ed i gregari, il cui compito all'interno della squadra è aiutare il corridore principale durante le corse.
I leader della squadra sono chiamati capitani, ricevono l'aiuto dei compagni di squadra, hanno una maggiore esposizione mediatica e maggiori chance di vittoria.
Nelle corse in linea, uno o più capitani sono scelti in relazioni alle caratteristiche della gara. Nelle corse a tappe, le squadre possono focalizzare l'attenzione su obiettivi diversi, classifica generale e classifiche accessorie.
Una squadra professionale è generalmente composta da 10-20 corridori.